# Bergneustadt
Bergneustadt je město v Severním Porýní-Vestfálsku, asi 50 km východně od Kolína nad Rýnem. K 31. srpnu 2015 mělo 19 702 obyvatel.
První zmínka o městě pochází z roku 1301.

## Významné osobnosti
- Lena Christ (1881–1920) - německá spisovatelka
- Gero Karthaus (* 1960) - německý politik
- Asta Scheib (* 1939) - německá spisovatelka, redaktorka a scenáristka